# قائمة إصدارات الطوابع البريدية في أم القيوين (1969)
أدارت المملكة المتحدة العلاقات الخارجية لإمارات الساحل المتصالح نتيجة لمعاهدة «الاتفاقية الحصرية» لعام 1892، بما في ذلك إدارة البريد والبرق - حيث تكن هذه الإمارات منتمية للاتحاد البريدي العالمي. افتتحت حكومة الهند أول مكتب بريد في دبي في عام 1941. وفي عام 1948، وتولت إدارته وتشغيله الوكالات البريدية البريطانية في شرق شبه الجزيرة العربية، وهي شركة تابعة لمكتب البريد العام. كانت الطوابع في ذلك الوقت عبارة عن طوابع بريطانية مقابل رسوم إضافية بقيمة الروبية، حتى عام 1959، حيث أصدرت مجموعة من طوابع بريدية تحمل اسم «الإمارات المتصالحة» من دبي.
في عام 1963، تنازلت المملكة المتحدة عن مسؤوليتها عن الأنظمة البريدية في الإمارات المتصالحة إلى حكام الإمارات المتصالحة. لذا أصدرت إمارة أم القيوين أول طوابعها البريدية في سنة 1964.
الكثير من الطوابع التي أصدرت في إمارة أم القيوين تصنف ضمن طوابع الكثبان الرملية. طبعت هذه الطوابع بكثرة في الستينيات وأوائل السبعينيات من القرن الماضي، وتكاد تكون عديمة القيمة اليوم.
وجد فينبار كيني وهو رجل أعمال أمريكي ومن هواة جمع الطوابع الفرصة لإنشاء عدد من الإصدارات من الطوابع التي تستهدف سوق جامعي الطوابع المربح. وقد أبرم في عام 1964 اتفاقات مع إمارات الخليج العربي لإصدار طوابع، ومن بينها إمارة أم القيوين. حملت هذه الطوابع مصورا ذات ألوان وأشكال صارخة وليس لها صلة فعلية بالإمارات.
كان بيع الطوابع البريدية لفترة قصيرة تجارة مربحة للإمارات، حيث كان لمعظم الإمارات القليل من مصادر الدخل، باستثناء إمارة أبو ظبي، التي توفر فيها إنتاج النفط منذ عام 1965. ومع ذلك، انخفضت الإيرادات التي تصل إلى 70 ألف جنيه إسترليني للإمارات الأفقر إلى 30 ألف جنيه إسترليني مع التشبع الحتمي للسوق. شكل بيع الطوابع بحلول عام 1966 المصدر الرئيسي لدخل الإمارات المتصالحة الشمالية.
أدى انتشارها في النهاية إلى تقليل قيمتها، ولهذا السبب، فإن العديد من الكتالوجات الشعبية اليوم لا تدرجها حتى.
اتهم فينبار كيني بالتورط في قضية رشوة في الولايات المتحدة بسبب تعاملاته مع حكومة جزر كوك. انتهت ترتيبات فينبار كيني عندما توحدت الإمارات العربية المتحدة في ديسمبر 1971.

## إصدار تاريخ الطيران
وقد ضم 5 طوابع مخصصة للبريد العادي و4 للبريد الجوي.
| # | تاريخ الإصدار | الوصف                                                           | صورة الإصدار المخرم | صورة الإصدار غير المخرم | صورة الورقة الكاملة (مخرمة) | القيمة             |
| - | ------------- | --------------------------------------------------------------- | ------------------- | ----------------------- | --------------------------- | ------------------ |
| 1 | 1969-01-06    | طابع تظهر فيه صورة لطائرة بلايريو آيروناتيك الفرنسية.           |                     |                         |                             | 25 درهما           |
| 2 | 1969-01-06    | طابع تظهر فيه صورة لطائرة من إنتاج شركة فارمان الفرنسية.        |                     |                         |                             | 50 درهما           |
| 3 | 1969-01-06    | طابع تظهر فيه صورة لطائرة فيكرز فيمي البريطانية.                |                     |                         |                             | ريال واحد          |
| 4 | 1969-01-06    | طابع تظهر فيه صورة لطائرة سوبرمارين سبتفاير الحربية البريطانية. |                     |                         |                             | ريال وربع الريال   |
| 5 | 1969-01-06    | طابع تظهر فيه صورة لطائرة من إنتاج شركة يونكرز الألمانية.       |                     |                         |                             | ريال ونصف الريال   |
| 6 | 1969-01-06    | طابع تظهر فيه صورة لطائرة من إنتاج شركة فوكر الهولندية.         |                     |                         |                             | ريالان             |
| 7 | 1969-01-06    | طابع تظهر فيه صورة لطائرة الركاب الأمريكية دوغلاس دي سي-4.      |                     |                         |                             | ريالان ونصف الريال |
| 8 | 1969-01-06    | طابع تظهر فيه صورة لطائرة أفرو فولكان الحربية البريطانية.       |                     |                         |                             | 3 ريالات           |
| 9 | 1969-01-06    | طابع تظهر فيه صورة لطائرة الركاب الأمريكية بوينغ 707.           |                     |                         |                             | 5 ريالات           |

## إصدار الخيول
وقد ضم 5 طوابع مخصصة للبريد العادي و4 طوابع للبريد الجوي.
| # | تاريخ الإصدار | الوصف                                      | صورة الإصدار المخرم | صورة الورقة الكاملة (مخرمة) | القيمة             |
| - | ------------- | ------------------------------------------ | ------------------- | --------------------------- | ------------------ |
| 1 | 1969-01-15    | طابع تظهر فيه صورة ثلاثة خيول بيضاء.       |                     |                             | 25 درهما           |
| 2 | 1969-01-15    | طابع تظهر فيه صورة خيول من سلالة هافلينجر. |                     |                             | 50 درهما           |
| 3 | 1969-01-15    | طابع تظهر فيه صورة خيول ثوروبريد.          |                     |                             | 75 درهما           |
| 4 | 1969-01-15    | طابع تظهر فيه صورة خيول ثوروبريد.          |                     |                             | ريال واحد          |
| 5 | 1969-01-15    | طابع تظهر فيه صورة خيول من سلالة ليبيزان.  |                     |                             | ريالان             |
| 6 | 1969-01-15    | طابع تظهر فيه صورة ثلاثة خيول.             |                     |                             | ريال ونصف الريال   |
| 7 | 1969-01-15    | طابع تظهر فيه صورة أربعة خيول.             |                     |                             | ريالان ونصف الريال |
| 8 | 1969-01-15    | طابع تظهر فيه صورة أربعة خيول.             |                     |                             | أربع ريالات        |
| 9 | 1969-01-15    | طابع تظهر فيه صورة خيول ثوروبريد.          |                     |                             | خمس ريالات         |

## إصدار الألعاب الأولمبية الصيفية
وقد ضم أربعة طوابع مخصصة للبريد الجوي وخمسة طوابع للبريد العادي.
| # | تاريخ الإصدار | الوصف                                          | صورة الإصدار المخرم | صورة الإصدار غير المخرم | صورة الورقة الكاملة (مخرمة) | صورة الورقة الكاملة (غير مخرمة) | القيمة             | الأبعاد     |
| - | ------------- | ---------------------------------------------- | ------------------- | ----------------------- | --------------------------- | ------------------------------- | ------------------ | ----------- |
| 1 | 1969-02-17    | طابع تظهر فيه صورة رياضي يرمي الرمح.           |                     |                         |                             |                                 | 10 دراهم           | 37 * 37 ملم |
| 2 | 1969-02-17    | طابع تظهر فيه صورة رياضة ركض المسافات الطويلة. |                     |                         |                             |                                 | 25 درهما           | 37 * 37 ملم |
| 3 | 1969-02-17    | طابع تظهر فيه صورة رياضة كرة السلة.            |                     |                         |                             |                                 | 50 درهما           | 37 * 37 ملم |
| 4 | 1969-02-17    | طابع تظهر فيه صورة رياضة رمي الجلة.            |                     |                         |                             |                                 | ريال واحد          | 37 * 37 ملم |
| 5 | 1969-02-17    | طابع تظهر فيه صورة رياضة سباق الحواجز.         |                     |                         |                             |                                 | ريالان             | 37 * 37 ملم |
| 6 | 1969-02-17    | طابع تظهر فيه صورة رياضة ركض المسافات الطويلة. |                     |                         |                             |                                 | ريالان ونصف الريال | 43 * 43 ملم |
| 7 | 1969-02-17    | طابع تظهر فيه صورة رياضة كرة السلة.            |                     |                         |                             |                                 | 3 ريالات           | 43 * 43 ملم |
| 8 | 1969-02-17    | طابع تظهر فيه صورة رياضة رمي الجلة.            |                     |                         |                             |                                 | 4 ريالات           | 43 * 43 ملم |
| 9 | 1969-02-17    | طابع تظهر فيه صورة رياضة سباق الحواجز.         |                     |                         |                             |                                 | 5 ريالات           | 43 * 43 ملم |

## إصدار الألعاب الأولمبية الشتوية
وقد ضم أربعة طوابع مخصصة للبريد الجوي وأربعة طوابع للبريد العادي وبطاقات تذكارية لمناسبة دورة الألعاب الأولمبية الشتوية الحادية عشرة في مدينة سابورو اليابانية عام 1972، وقد وُشحت الطوابع بعبارة "XIth OLYMPIC WINTER GAMES SAPPORO 1972".
| # | تاريخ الإصدار | الوصف                                                              | صورة الإصدار المخرم | صورة الإصدار غير المخرم | صورة بتوشيح مقلوب | القيمة           |
| - | ------------- | ------------------------------------------------------------------ | ------------------- | ----------------------- | ----------------- | ---------------- |
| 1 | 1969-02-17    | طابع تظهر فيه صورة رياضي يمارس رياضة القفز التزلجي.                |                     |                         |                   | 10 دراهم         |
| 2 | 1969-02-17    | طابع تظهر فيه صورة رياضي على مزلجة سباق.                           |                     |                         |                   | 25 درهما         |
| 3 | 1969-02-17    | طابع تظهر فيه صورة رياضي يمارس رياضة التزلج السريع.                |                     |                         |                   | 75 درهما         |
| 4 | 1969-02-17    | طابع تظهر فيه صورة رياضية تمارس رياضة التزلج الفني على الجليد.     |                     |                         |                   | ريال واحد        |
| 5 | 1969-02-17    | طابع تظهر فيه صورة رياضي يمارس رياضة هوكي الجليد.                  |                     |                         |                   | ريال ونصف الريال |
| 6 | 1969-02-17    | طابع تظهر فيه صورة رياضيين على مزلجة سباق.                         |                     |                         |                   | ريالان           |
| 7 | 1969-02-17    | طابع تظهر فيه صورة رياضي يمارس رياضة التزلج الريفي.                |                     |                         |                   | ثلاث ريالات      |
| 8 | 1969-02-17    | طابع تظهر فيه صورة رياضي يمارس رياضة التزلج على المنحدرات الثلجية. |                     |                         |                   | خمس ريالات       |

وأُصدرت عدة بطاقات بريدية مخرمة:

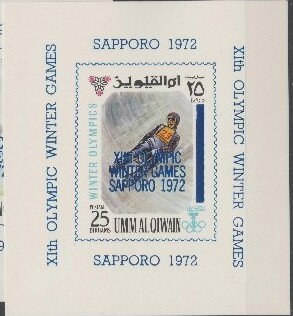
بطاقة بريدية بقيمة خمسة وعشرين درهما
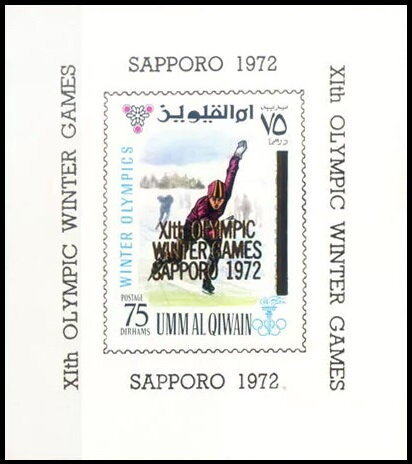
بطاقة بريدية بقيمة خمسة وسبعين درهما
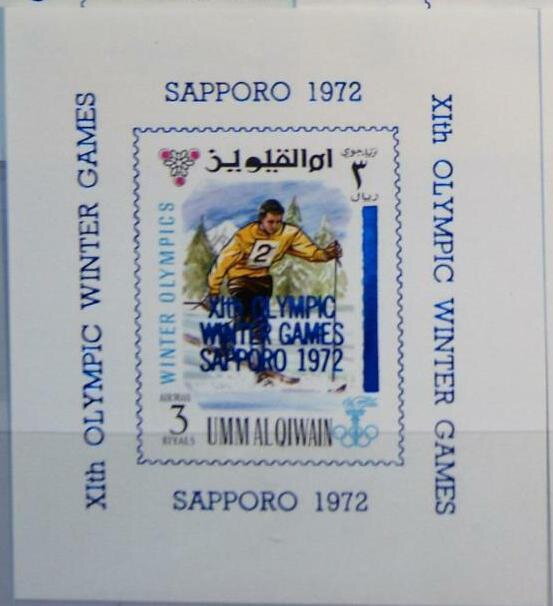
بطاقة بريدية بقيمة ثلاث ريالات
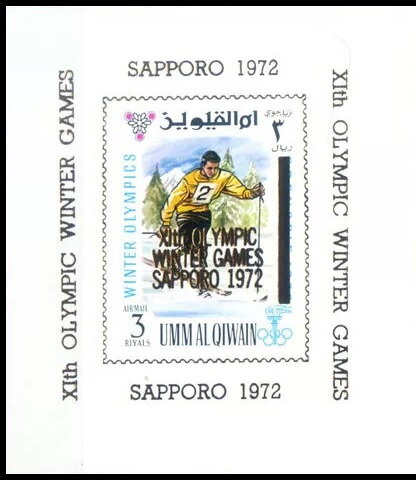
بطاقة بريدية بقيمة ثلاث ريالات
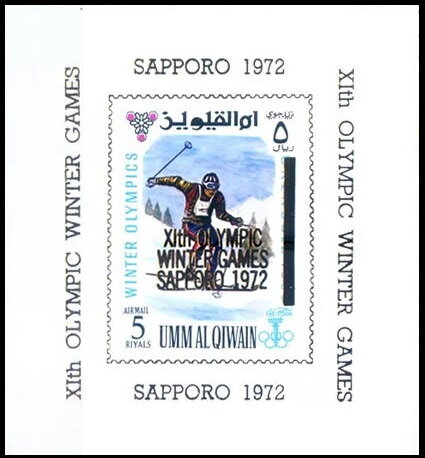
بطاقة بريدية بقيمة خمس ريالات
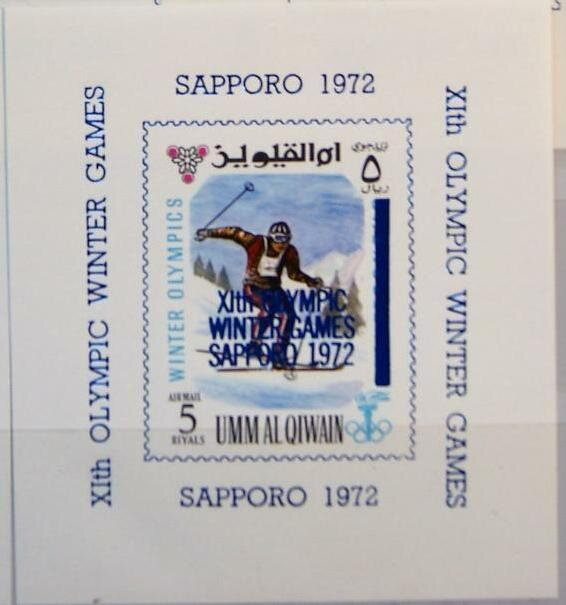
بطاقة بريدية بقيمة خمس ريالات

## إصدار تاريخ السيارات
وقد ضم 32 طابعا مخصصة للبريد العادي و16 طابعا للبريد الجوي.
| #  | تاريخ الإصدار | الوصف                                                                                | صورة الإصدار المخرم | صورة الإصدار غير المخرم | القيمة    |
| -- | ------------- | ------------------------------------------------------------------------------------ | ------------------- | ----------------------- | --------- |
| 1  | 1969-03-17    | طابع تظهر فيه سيارة من إنتاج شركة رولز رويس المحدودة أُنتجت عام 1908.                 |                     |                         | 15 درهما  |
| 2  | 1969-03-17    | طابع تظهر فيه صورة سيارة من إنتاج شركة كولومبيا الأمريكية المتوقفة أُنتجت عام 1901.   |                     |                         | 15 درهما  |
| 3  | 1969-03-17    | طابع تظهر فيه صورة سيارة من إنتاج شركة بيانتشي أُنتجت عام 1903.                       |                     |                         | 15 درهما  |
| 4  | 1969-03-17    | طابع تظهر فيه صورة سيارة من إنتاج شركة شركة وولسيلي موتور البريطانية أُنتجت عام 1904. |                     |                         | 15 درهما  |
| 5  | 1969-03-17    | طابع تظهر فيه صورة لسيارة من نوع فورد موديل تي أُنتجت عام 1909.                       |                     |                         | 15 درهما  |
| 6  | 1969-03-17    | طابع تظهر فيه صورة سيارة من إنتاج شركة أوستن الإنجليزية أُنتجت عام 1911.              |                     |                         | 15 درهما  |
| 7  | 1969-03-17    | طابع تظهر فيه صورة سيارة من إنتاج شركة أولدزموبيل الأمريكية أُنتجت عام 1910.          |                     |                         | 15 درهما  |
| 8  | 1969-03-17    | طابع تظهر فيه صورة سيارة من إنتاج شركة شركة وايت موتور الأمريكية أُنتجت عام 1906.     |                     |                         | 15 درهما  |
| 9  | 1969-03-17    | طابع تظهر فيه صورة لسيارة من نوع أوبل أُنتجت عام 1900.                                |                     |                         | 25 درهما  |
| 10 | 1969-03-17    | طابع تظهر فيه صورة لسيارة من إنتاج شركة ميرسر الأمريكية أُنتجت عام 1913.              |                     |                         | 25 درهما  |
| 11 | 1969-03-17    | طابع تظهر فيه صورة لسيارة من إنتاج شركة دي ديون-بوتون الفرنسية أُنتجت عام 1901.       |                     |                         | 25 درهما  |
| 12 | 1969-03-17    | طابع تظهر فيه صورة لسيارة من إنتاج شركة أوكلند الأمريكية أُنتجت عام 1908.             |                     |                         | 25 درهما  |
| 13 | 1969-03-17    | طابع تظهر فيه صورة لسيارة من إنتاج شركة لانشيا الإيطالية أُنتجت عام 1908.             |                     |                         | 25 درهما  |
| 14 | 1969-03-17    | طابع تظهر فيه صورة لسيارة من إنتاج شركة موريس أكسفورد البريطانية أُنتجت عام 1913.     |                     |                         | 25 درهما  |
| 15 | 1969-03-17    | طابع تظهر فيه صورة لسيارة من إنتاج شركة دايملر البريطانية أُنتجت عام 1910.            |                     |                         | 25 درهما  |
| 16 | 1969-03-17    | طابع تظهر فيه صورة لسيارة من نوع أوبل أُنتجت عام 1902.                                |                     |                         | 25 درهما  |
| 17 | 1969-03-17    | طابع تظهر فيه صورة لسيارة من إنتاج شركة فيات الإيطالية أُنتجت عام 1900.               |                     |                         | 50 درهما  |
| 18 | 1969-03-17    | طابع تظهر فيه صورة لسيارة من إنتاج شركة فانداغا الألمانية أُنتجت عام 1911.            |                     |                         | 50 درهما  |
| 19 | 1969-03-17    | طابع تظهر فيه صورة لسيارة من نوع فورد أي أُنتجت عام 1903.                             |                     |                         | 50 درهما  |
| 20 | 1969-03-17    | طابع تظهر فيه صورة لسيارة من إنتاج شركة ديلاهاي الفرنسية أُنتجت عام 1912.             |                     |                         | 50 درهما  |
| 21 | 1969-03-17    | طابع تظهر فيه صورة لسيارة من إنتاج شركة فرموريل الفرنسية أُنتجت عام 1912.             |                     |                         | 50 درهما  |
| 22 | 1969-03-17    | طابع تظهر فيه صورة لسيارة من إنتاج شركة دايملر البريطانية أُنتجت عام 1886.            |                     |                         | 50 درهما  |
| 23 | 1969-03-17    | طابع تظهر فيه صورة لسيارة من إنتاج شركة شيفروليه الأمريكية أُنتجت عام 1914.           |                     |                         | 50 درهما  |
| 24 | 1969-03-17    | طابع تظهر فيه صورة لسيارة من إنتاج شركة رينو الفرنسية أُنتجت عام 1906.                |                     |                         | 50 درهما  |
| 25 | 1969-03-17    | طابع تظهر فيه صورة لسيارة من إنتاج شركة إيزوتا فراشيني الإيطالية أُنتجت عام 1910.     |                     |                         | 75 درهما  |
| 26 | 1969-03-17    | طابع تظهر فيه صورة لسيارة من إنتاج شركة فوكسهول موتورز الإنجليزية أُنتجت عام 1904.    |                     |                         | 75 درهما  |
| 27 | 1969-03-17    | طابع تظهر فيه صورة لسيارة من إنتاج شركة فورد أُنتجت عام 1896.                         |                     |                         | 75 درهما  |
| 28 | 1969-03-17    | طابع تظهر فيه صورة لسيارة من إنتاج شركة لانشستر البريطانية أُنتجت عام 1910.           |                     |                         | 75 درهما  |
| 29 | 1969-03-17    | طابع تظهر فيه صورة لسيارة من إنتاج شركة مرسيدس بنز الألمانية أُنتجت عام 1902.         |                     |                         | 75 درهما  |
| 30 | 1969-03-17    | طابع تظهر فيه صورة لسيارة من إنتاج شركة أدلر الألمانية أُنتجت عام 1911.               |                     |                         | 75 درهما  |
| 31 | 1969-03-17    | طابع تظهر فيه صورة لسيارة من نوع رينو 12 أُنتجت عام 1910.                             |                     |                         | 75 درهما  |
| 32 | 1969-03-17    | طابع تظهر فيه صورة لسيارة من إنتاج شركة كاديلاك الأمريكية أُنتجت عام 1902.            |                     |                         | 75 درهما  |
| 33 | 1969-03-17    | طابع تظهر فيه صورة لسيارة من إنتاج شركة دايملر البريطانية أُنتجت عام 1896.            |                     |                         | ريال واحد |
| 34 | 1969-03-17    | طابع تظهر فيه صورة لسيارة من نوع بنز باتينت موتورفاغن أُنتجت عام 1888.                |                     |                         | ريال واحد |
| 35 | 1969-03-17    | طابع تظهر فيه صورة لسيارة من إنتاج شركة فيات الإيطالية أُنتجت عام 1903.               |                     |                         | ريال واحد |
| 36 | 1969-03-17    | طابع تظهر فيه صورة لسيارة من إنتاج شركة لانشستر البريطانية أُنتجت عام 1895.           |                     |                         | ريال واحد |
| 37 | 1969-03-17    | طابع تظهر فيه صورة سيارة من إنتاج شركة أولدزموبيل الأمريكية أُنتجت عام 1904.          |                     |                         | ريال واحد |
| 38 | 1969-03-17    | طابع تظهر فيه صورة لسيارة من إنتاج شركة فيات الإيطالية أُنتجت عام 1907.               |                     |                         | ريال واحد |
| 39 | 1969-03-17    | طابع تظهر فيه صورة لسيارة من نوع آرجيل أُنتجت في المملكة المتحدة عام 1914.            |                     |                         | ريال واحد |
| 40 | 1969-03-17    | طابع تظهر فيه صورة لسيارة من إنتاج شركة نابير البريطانية أُنتجت عام 1912.             |                     |                         | ريال واحد |
| 41 | 1969-03-17    | طابع تظهر فيه صورة لسيارة من إنتاج شركة رينو الفرنسية أُنتجت عام 1898.                |                     |                         | ريالان    |
| 42 | 1969-03-17    | طابع تظهر فيه صورة لسيارة من إنتاج شركة مارشاند الفرنسية أُنتجت عام 1905.             |                     |                         | ريالان    |
| 43 | 1969-03-17    | طابع تظهر فيه صورة لسيارة من نوع أوبل أُنتجت عام 1909.                                |                     |                         | ريالان    |
| 44 | 1969-03-17    | طابع تظهر فيه صورة لسيارة من إنتاج شركة دايملر البريطانية أُنتجت عام 1897.            |                     |                         | ريالان    |
| 45 | 1969-03-17    | طابع تظهر فيه صورة لسيارة من إنتاج شركة أوكلند الأمريكية أُنتجت عام 1912.             |                     |                         | ريالان    |
| 46 | 1969-03-17    | طابع تظهر فيه صورة لسيارة من إنتاج بيجو الفرنسية أُنتجت عام 1893.                     |                     |                         | ريالان    |
| 47 | 1969-03-17    | طابع تظهر فيه صورة لسيارة من بوب ويفرلي أُنتجت عام 1905.                              |                     |                         | ريالان    |
| 48 | 1969-03-17    | طابع تظهر فيه صورة لسيارة من إنتاج شركة دي ديون-بوتون الفرنسية أُنتجت عام 1904.       |                     |                         | ريالان    |

وأُصدرت بطاقتان تحتوي كل واحدة على طوابع مخرمة بقيمة ريالين:

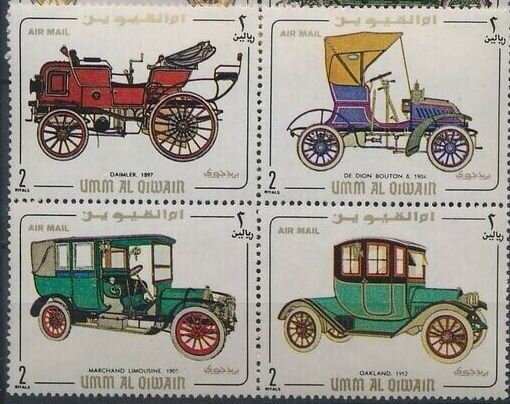
بطاقة بريدية تحتوي على أربعة طوابع مخرمة
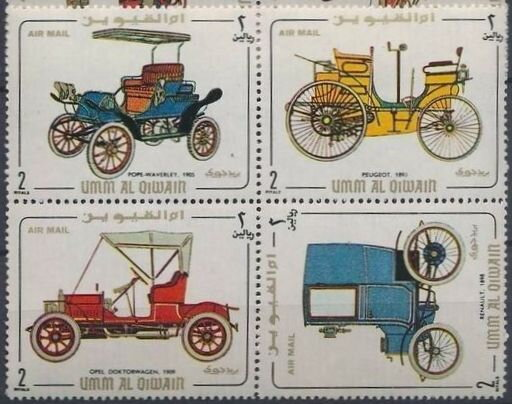
بطاقة بريدية تحتوي على أربعة طوابع مخرمة

## إصدار تاريخ الفن
وقد ضم ستة طوابع مخصصة للبريد العادي وستة طوابع للبريد الجوي.
| #  | تاريخ الإصدار | الوصف | صورة الإصدار المخرم | القيمة             | الأبعاد     |
| -- | ------------- | --- | ------------------- | ------------------ | ----------- |
| 1  | 1969-03-04    | طابع تظهر فيه صورة للقطة من فيلم مغني الجاز ويظهر في الصورة الممثلون آل جولسون وماي مكافوي وريتشارد تاكر.         |                     | عشرة دراهم         | 48 * 36 ملم |
| 2  | 1969-03-04    | طابع تظهر فيه صورة للقطة من فيلم حياة هنري الثامن الخاصة ويظهر في الصورة الممثلان تشارلز لوتون وبيني بارنز.       |                     | خمسة عشر درهما     | 48 * 36 ملم |
| 3  | 1969-03-04    | طابع تظهر فيه صورة للقطة من فيلم تمرد على السفينة باونتي ويظهر في الصورة الممثلان تشارلز لوتون وكلارك غيبل.       |                     | خمسة وعشرون درهما  | 48 * 36 ملم |
| 4  | 1969-03-04    | طابع تظهر فيه صورة للقطة من فيلم ذهب مع الريح ويظهر في الصورة الممثلان كلارك غيبل وفيفيان لي.                     |                     | خمسون درهما        | 48 * 36 ملم |
| 5  | 1969-03-04    | طابع تظهر فيه صورة للقطة من فيلم كازبلانكا ويظهر في الصورة الممثلان همفري بوغارت وإنغريد برغمان.                  |                     | خمسة وسبعون درهما  | 48 * 36 ملم |
| 6  | 1969-03-04    | طابع تظهر فيه صورة للقطة من فيلم كل شيء عن إيف ويظهر في الصورة الممثلان جورج ساندرز وآن باكستر.                   |                     | ريال واحد          | 48 * 36 ملم |
| 7  | 1969-03-04    | طابع تظهر فيه صورة للقطة من فيلم عربة اسمها الرغبة ويظهر في الصورة الممثلان كارل مالدن وفيفيان لي.                |                     | ريال ونصف الريال   | 48 * 36 ملم |
| 8  | 1969-03-04    | طابع تظهر فيه صورة للقطة من فيلم الملكة الإفريقية ويظهر في الصورة الممثلان همفري بوغارت وكاثرين هيبورن.           |                     | ريالان             | 48 * 36 ملم |
| 9  | 1969-03-04    | طابع تظهر فيه صورة للقطة من فيلم شين ويظهر في الصورة الممثلان ألان لاد وبراندون ديوايلد.                          |                     | ريالان ونصف الريال | 48 * 36 ملم |
| 10 | 1969-03-04    | طابع تظهر فيه صورة للقطة من فيلم جسر على نهر كواي ويظهر في الصورة الممثلون أليك غينيس وويليام هولدن وجاك هاوكينز. |                     | ثلاث ريالات        | 48 * 36 ملم |
| 11 | 1969-03-04    | طابع تظهر فيه صورة للقطة من فيلم بن هور ويظهر في الصورة الممثلان شارلتون هيستون وجاك هاوكينز.                     |                     | أربع ريالات        | 48 * 36 ملم |
| 12 | 1969-03-04    | طابع تظهر فيه صورة للقطة من فيلم سبارتاكوس ويظهر في الصورة الممثلان بيتر أوستينوف وجين سيمونز.                    |                     | خمس ريالات         | 48 * 36 ملم |

## إصدار الطوابع الذهبية
وقد ضم ستة طوابع أصدرت مخرمة وغير مخرمة.
| # | تاريخ الإصدار | الوصف                                                                | صورة الإصدار المخرم | صورة صحيفة الطوابع المخرمة | القيمة                 |
| - | ------------- | -------------------------------------------------------------------- | ------------------- | -------------------------- | ---------------------- |
| 1 | 1969-04-24    | طابع ذهبي اللون تظهر فيه صورة شخصية للرئيس جون كينيدي (1917-1963).   |                     |                            | سبع ريالات ونصف الريال |
| 2 | 1969-04-24    | طابع ذهبي اللون تظهر فيه صورة شخصية للرئيس جون كينيدي (1917-1963).   |                     |                            | ريال واحد              |
| 3 | 1969-09-12    | طابع ذهبي اللون بريدي تظهر فيه صورة ونستون تشرشل.                    |                     |                            | خمس ريالات             |
| 4 | 1969-06-01    | طابع ذهبي اللون تظهر فيه صورة لطائرة الركاب الأمريكية بوينغ 707.     |                     |                            | خمس ريالات             |
| 5 | 1969-06-01    | طابع ذهبي اللون تظهر فيه صورة لطائرة أفرو فولكان الحربية البريطانية. |                     |                            | ثلاث ريالات            |
| 6 | 1969-03-01    | طابع ذهبي اللون تظهر فيه صورة القمر الصناعي فانغارد 1.               |                     |                            | ريالان                 |

## إصدار تاريخ الفضاء
وقد ضم ست طوابع مخصصة للبريد العادي وبطاقة واحدة بقيمة ستين درهما وقد وُشّحت بعبارة "APOLLO XII" في دلالة على رحلة الفضاء أبولو 12 في عام 1969.
| # | تاريخ الإصدار | الوصف                                                                                            | صورة الإصدار المخرم | القيمة    |
| - | ------------- | ------------------------------------------------------------------------------------------------ | ------------------- | --------- |
| 1 | 1969-11-19    | طابع يحتوي على صورة لرائد فضاء.                                                                  |                     | 10 دراهم  |
| 2 | 1969-11-19    | طابع يحتوي على صورة لوحدة أبولو القمرية.                                                         |                     | 20 درهما  |
| 3 | 1969-11-19    | طابع يحتوي على صورة إطلاق صاروخ وصورة للقمر.                                                     |                     | 30 درهما  |
| 4 | 1969-11-19    | طابع يحتوي على صورة لطاقم وصورة للأرض وصورة للقمر.                                               |                     | 50 درهما  |
| 5 | 1969-11-19    | طابع يحتوي على صورة إطلاق صاروخ وصورة للأرض.                                                     |                     | 75 درهما  |
| 6 | 1969-11-19    | طابع متعدد الألوان يحتوي على صورة لمركبة أبولو وصورة لحاكم إمارة أم القيوين أحمد بن راشد المعلا. |                     | ريال واحد |

وأُصدرت بطاقة واحدة بقيمة ستين درهما:

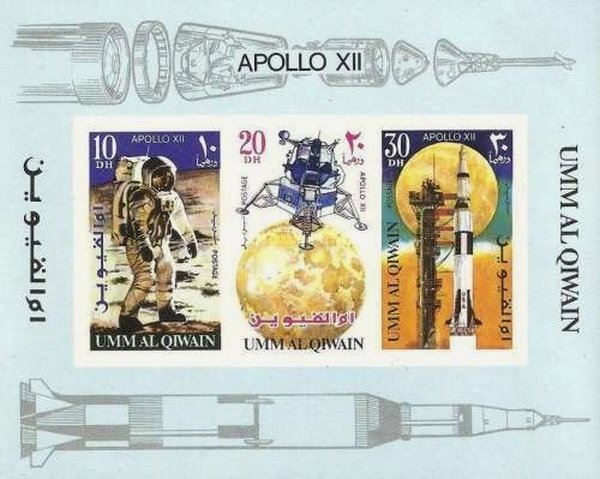
بطاقة مخرمة تحتوي على ثلاثة طوابع بقيمة ستين درهما.